# Hacklberg
Hacklberg är ett kommunfritt område i Landkreis Kelheim i Regierungsbezirk Niederbayern i förbundslandet Bayern i Tyskland.